# Bildstock (Seubrigshausen; Röthen)

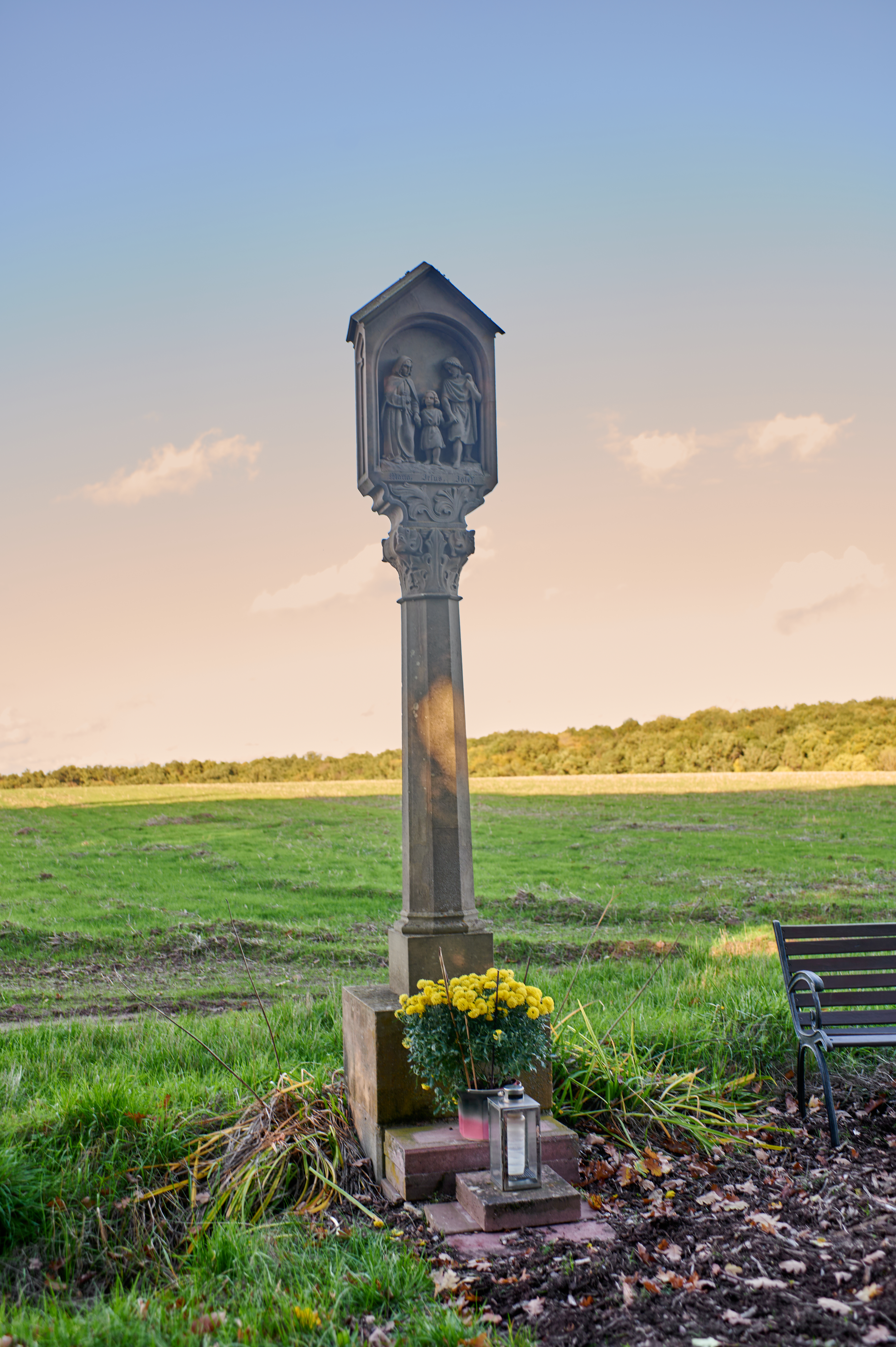
Bildstock in Seubrigshausen, Röthen.

Der Bildstock Röthen befindet sich in Seubrigshausen, einem Gemeindeteil der Stadt Münnerstadt im unterfränkischen Landkreis Bad Kissingen in der Flur Röthen an der Straße nach Wermerichshausen. Er gehört zu den Baudenkmälern von Münnerstadt und ist unter der Nummer D-6-72-135-213 in der Bayerischen Denkmalliste registriert.

## Beschreibung
Der Bildstock besteht aus Sandstein und entstand im Jahr 1851.
Auf dem 55 cm hohen Sockel aus Steinguss befindet sich ein achtkantiger Schaft. Dieser Schaft verjüngt sich nach oben und ist 114 cm hoch.
Das 62 cm hohe und 20 cm tiefe Kopfstück und das Akanthuskapitell sind neugotisch verziert.
Der Aufsatz trägt eine Rundbogen-Nische mit den vollplastischen Figuren der Heiligen Familie; darunter steht eine Inschrift mit den Namen „Maria, Jesus, Josef.“. Der Bildstock wird von einem eisernen Kreuz bekrönt. Auf der Rückseite trägt der Aufsatz die Inschrift:

„Errichtet durch

die Eheleute Michael und

Barbara Schneider

von Seubrigshausen

1851“

Am Schaft ist ein Eisenring befestigt, der Blumenschmuck tragen soll.